# Campionati europei di pattinaggio di velocità 1898
I Campionati europei di pattinaggio di velocità 1898 sono stati la 8ª edizione della manifestazione. Si sono svolti dal 19 al 20 febbraio 1898 a Helsinki, in Finlandia.

## Podi

### Uomini
| Evento              | Oro              | Punti      | Argento    | Punti         | Bronzo             | Punti          |
| Allround (dettagli) | Gustaf Estlander | 4 vittorie | Emil Helin | 1 terzo posto | Wilhelm Gustafsson | 1 quarto posto |